# Clin d'œil (Star Trek)
Pour l’article homonyme, voir Clin d'œil (homonymie).
Clin d'œil (Wink of an Eye) est le onzième épisode de la troisième saison de la série télévisée Star Trek. Il fut diffusé pour la première fois le 29 novembre 1968 sur la chaîne américaine NBC.
L'Enterprise répond à un appel de détresse des habitants d'une planète en voie de disparition. Arrivé sur place, Kirk ne trouve personne, cependant les quelques survivants envahissent le vaisseau mais restent invisibles à l'équipage car ils sont « accélérés », évoluant à une vitesse supérieure.

## Distribution

### Acteurs principaux
- William Shatner — James T. Kirk (VF : Yvon Thiboutot)
- Leonard Nimoy — Spock (VF : Régis Dubost)
- DeForest Kelley — Leonard McCoy
- James Doohan — Montgomery Scott
- George Takei — Hikaru Sulu
- Nichelle Nichols — Uhura
- Walter Koenig — Pavel Chekov

### Acteurs secondaires
- Kathie Browne - Deela
- Erik Holland - Ekor
- Jason Evers - Rael
- Geoffrey Binney - Compton
- Richard Geary - Scalosien
- William Blackburn - Lieutenant Hadley
- Roger Holloway - Lieutenant Lemli

## Résumé
Les membres de l'Enterprise sont appelés à l'aide sur une planète nommée Scalos. Le capitaine Kirk, le docteur McCoy et le reste de l'équipe téléportée sur place ne trouve qu'une ville totalement vide. Il observe une sorte de bourdonnement constant alors qu'aucun insecte ne vit sur cette planète. Soudainement, l'un des hommes de l'équipage, Compton, disparaît sous leur yeux. Kirk et le reste de l'équipage se téléporte à l'intérieur de l'Enterprise pour plus de sécurité. Après leur retour, le vaisseau semble se comporter de manière bizarre et l'ingénieur Montgomery Scott trouve un étrange appareil qui semble être attaché aux supports vitaux. Kirk place alors l'Enterprise en alerte rouge en attendant que l'appareil soit enlevé.
Après avoir bu une tasse de café, Kirk découvre que les personnes présentent dans la même pièce que lui avancent au ralenti. Une femme apparaît, elle dit qu'elle se nomme Deela et est la reine des Scalosiens. Elle explique qu'en raison des radiations qui ont entouré leur planète, les habitants de Scalos sont entrés dans un état d'hyper-accélération qui leur permet de vivre tellement vite qu'ils ne peuvent plus être vus, ce qui a aussi causé la stérilité de leur peuple. Ils ont envoyé le signal de détresse afin d'attirer un vaisseau dans l'orbite de leur planète, et projettent de refroidir le vaisseau afin de se cryogéniser l'équipage puis de se servir d'eux afin de trouver de quoi effectuer une reproduction. Elle a volontairement irradié le café de Kirk afin qu'ils deviennent comme eux et les aide à coopérer avec eux. Kirk refuse et est mis sous la garde d'autres Scalosiens.
Il découvre que Compton est toujours vivant mais que les scalosiens l'ont mis en état d'hyper-accélération. Il travaille volontairement pour eux. En tentant de s'échapper, Kirk blesse légèrement Compton, mais ce qui lui cause une hyper-accélération de son métabolisme, le faisant vieillir instantanément et le tuant. Pendant ce temps, le premier officier Spock enquête sur la disparition de Kirk et découvre que les fameux bourdonnement d'insecte sont en fait les voix des Scalosiens en accéléré. Ils découvrent une vidéo de Kirk lui expliquant dans quel état il se trouve. Étudiant le café de Kirk, Spock et McCoy découvrent les doses de radiations. McCoy met au point un antidote et le donne à Spock avant qu'il ne décide de s'injecter la radiation.
En vitesse hyper-accélérée, Spock entre en contact avec Kirk et l'aide à s'évader. Ils téléportent Deela et ses hommess à la surface de Scalos. Kirk prend l'antidote afin de revenir au commandement du vaisseau, tandis que Spock désactive les systèmes posés sur le vaisseau par les scalosiens. De retour à la normale, l'Enterprise part alerter la fédération du pouvoir des habitants de Scalos.

### Continuité
- L'épisode En un clin d'œil (Blink of an Eye) de la série dérivée Star Trek: Voyager est un hommage à cet épisode.

## Production

### Écriture
Le scénario de l'épisode fut proposé par le scénariste Gene L. Coon sous le pseudonyme de Lee Cronin le 11 mars 1968, selon une idée de Arthur Heinemann. Il fut finalisé le 2 septembre 1968 avant d'être partiellement réécrit par Arthur Singer et Fred Freiberger au cours du mois de septembre 1968. L'idée avait déjà été utilisée en 1901 dans une nouvelle du romancier H.G. Wells nommée Le Nouvel Accélérateur ainsi que dans un épisode des Mystères de l'Ouest et un épisode de 1966 du dessin animé tiré de Lone Ranger.
L'épisode contient un des rares sous-entendu sexuels de la série, lorsque le Capitaine Kirk remet ses bottes et Deela est derrière lui à se brosser les cheveux dans la glace. La scène fut acceptée par la production.

### Tournage
Le tournage eut lieu du 18 au 25 septembre 1968 au studio de la compagnie Desilu sur Gower Street à Hollywood, sous la direction du réalisateur David Alexander.
A l'exception de la fontaine se trouvant sur la planète Scalos, l'intégralité des décors et des accessoires de cet épisode sont des réutilisations d'ancien décors, les fonds de la planète Scalos ayant été construits pour simuler la planète Eminiar VII dans l'épisode Échec et Diplomatie.

### Post-production
L'épisode reprend un plan de l'épisode L'Impasse dans lequel Scotty enregistre une bande sur le pont. Toutefois sa coiffure et la personne se trouvant derrière lui ne collent pas avec le reste de la scène.

## Diffusion et réception critique

### Diffusion américaine
L'épisode fut retransmis à la télévision pour la première fois le 29 novembre 1968 sur la chaîne américaine NBC en tant que onzième épisode de la troisième saison.

### Diffusion hors États-Unis
En version francophone, l'épisode est diffusé au Québec en 1971 par Télé-Métropole et son réseau d'affiliés. En France, l'épisode est diffusé le dimanche 6 février 1983 sur TF1. Il fait partie des treize épisode à avoir été diffusés à cette période.

### Réception critique
Dans un classement pour le site Hollywood.com, Christian Blauvelt place cet épisode à la 27e position sur les 79 épisodes de la série originelle trouvant l'épisode imaginatif et original. Pour le site The A.V. Club Zack Handlen donne à l'épisode la note de B- trouvant que si l'idée de base de l'épisode est bonne, l'épisode est truffé d'inconsistances comme le fait que le transporter puisse fonctionner aussi vite en hyper-accélération que normalement. Il pense que l'épisode aurait été meilleur s'il avait joué sur le mystère au lieu de laisser Kirk devenir un être hyper-accéléré dès la deuxième partie de l'épisode.
D'autres critiques comme Dayton Ward ou David Alan Mack eux aussi déplorent un épisode dont l'idée originale est plus intéressante que son exécution par la série. Ward trouve toutefois que l'utilisation de plans cassés pour montrer qu'un personnage est dans un état de rapidité est assez imaginatif. Melissa N. Hayes-Gehrke de l'université du Maryland explique que la scène où Deela évite un tir de rayon laser de Kirk est impossible, car cela signifierait qu'elle avance plus vite que la vitesse de la lumière.

## Adaptation littéraire
L'épisode fut romancé sous forme d'une nouvelle de 27 pages écrite par l'auteur James Blish dans le livre Star Trek 11, un recueil compilant différentes histoires de la série et sorti en avril 1975 aux éditions Bantam Books.

## Éditions commerciales
Aux États-Unis, l'épisode est disponible sous différents formats. En 1988 et 1990, l'épisode est sorti en VHS et Betamax. L'épisode sortit en version remastérisée sous format DVD en 2001 et 2006.
L'épisode connut une nouvelle version remasterisée diffusée le 16 juin 2007 : l'épisode fit l'objet de nouveaux effets spéciaux, notamment les plans de l'Enterprise vus de l'espace et ceux de la planète Scalos qui ont été refait à partir d'images de synthèse. Les plans sur Scalos ont été nettoyés et recréés afin de paraître plus réels. Cette version est comprise dans l'édition Blu-ray, diffusée en décembre 2009.
En France, l'épisode fut disponible avec l'édition VHS de l'intégrale de la saison 3 en 2000. L'édition DVD est sortie en 2004 et l'édition Blu-ray le 22 décembre 2009.